# 375 до н. е.

## Події
- 375—371 (Т.Ливий. История… М.,1989-93, т.1, с.314) — Плебейськими трибунами були Гай Ліциній і Луцій Секстія. Йшли вибори тільки еділам і плебейських трибунів. Інші посадові особи не обиралися.
- 375/4 — Афінський архонт-епонім Гіпподам.
- 375 — Фіванці взяли Феспіях, а потім розбили поблизу Тегіри два спартанські мори, загинули обидва спартанських полемарха. Після цього фіванці підкорили Беотію і відновили свою гегемонію. Клеомброт вів війну проти Фів, але не зробив нічого гідного.
- Експедиція афінського стратега Хабрия до берегів Фракії. До спілки з Афінами вступають Самофракія, Фасос, Абдера, міста Халкідікі.
- Тимофій приєднує до Афінського морського союзу міста Акарнанії, о. Кефалленію і Керкіру. На бік Афін були залучені Епірський цар Алкета і фессалійський тиран Ясон.
- Спарта звертається до Артаксеркса і сицилійського тирану Діонісію з проханням про посередництво в переговорах про мир з Афінським союзом.
- Близько 375 (?) — Незабаром після смерті Евагораса перси відновлюють свою владу на Кіпрі.